# 후퍼쥐
후퍼쥐(Peromyscus hooperi)는 비단털쥐과에 속하는 설치류의 일종이다. "후퍼쥐군"에 속하는 유일종이다. 멕시코에서만 발견된다. 일반명과 종소명은 사슴쥐속을 연구한 분류학자 후퍼(Emmett Hooper)의 이름에서 유래했다.

## 특징
후퍼쥐는 중간 크기의 사슴쥐로 꼬리 길이 9~13cm를 포함하여 전체 몸길이가 17~22cm이다. 다 자라서 성숙해지면 몸무게가 평균 22g 정도이다. 몸의 털은 희미한 갈색빛 색조와 함께 회색이고, 하체는 크림색을 띠며 아래 다리로 갈수록 희다. 꼬리 아랫면 보다 윗면이 짙고, 털이 아주 짧다. 암컷은 6개의 젖꼭지를 갖고 있다.

## 분포 및 서식지
후퍼쥐는 멕시코의 토착종으로 코아우일라주와 산루이스포토시주, 사카테카스주 인근 지역에서만 발견된다. 해발 1000m와 2000m 사이의 고지대 초원과 치와와 사막 관목 지대에서 서식하지만, 더 높은 고산 지대의 삼림 수풀 서식지 아래에서도 발견된다. 서식지의 우점종은 다실리리온속(Dasylirion)과 유카속(Yucca) 식물과 같은 종의 풀들이다. 알려져 있는 아종은 없다.

## 생태
암컷은 33일의 임신 기간 이후 평균 3마리의 새끼를 낳는다. 새끼는 눈을 뜨지 못하고 털이 없으며 홀로 일어날 수 없는 상태로 태어난다. 태어난 지 약 5일 이후에 움직일 수 있으며, 15일 이후 눈을 뜬다. 암컷의 첫 발정기는 약 69일 경에 시작된다.
후퍼쥐와 다른 사슴쥐 사이의 관계는 아직 명확하지 않다. 치아와 분비선(취선)의 모양은 "선인장쥐군"의 모양과 유사하지만 음경골의 모양과 젖꼭지의 위치는 "흰발생쥐군"과 유사하다. 현재는 후퍼쥐군에 속하는 유일종으로 보통 간주되며, 두 종군 사이의 진화적 연결 관계를 보여주는 것으로 추정된다.